# وروش
وروش (به لاتین: Vrush) یک منطقهٔ مسکونی در روسیه است که در داغستان واقع شده‌است.